# Talat Paša
Mehmed Talat Paša (1. září 1874 Kardžali – 15. března 1921 Berlín) byl turecký politik, jeden z hlavních představitelů Mladoturků, který během první světové války spolu s Enverem Pašou a Džamalem Pašou v rámci triumvirátu „Tří pašů“ de facto ovládal celou tehdejší Osmanskou říši.
Jeho politická kariéra začala v roce 1908 jako zástupce města Edirne. Posléze se brzy stal ministrem financí, ministrem vnitra a v roce 1917 dokonce velkým vezírem (funkce odpovídající evropskému ministerskému předsedovi). Jako ministr vnitra zosnoval dne 24. dubna 1915 zatčení arménských intelektuálů, z nichž většina byla nakonec popravena. Dne 30. května 1915 prosadil zákon o dočasné deportaci obyvatel, kterým začala arménská genocida. Právě on je považován za jejího hlavního strůjce.
Po porážce Osmanské říše musel v noci 2.– 3. listopadu 1918 uprchnout spolu s Enverem a Džamalem z Turecka, kde byli všichni tři poté odsouzeni k trestu smrti. Nakonec ho v roce 1921 v Berlíně v rámci operace Nemesis zastřelil arménský uprchlík Soghomon Tehlirian, který přežil genocidu.
V následném procesu byl Soghomon Tehlirian osvobozen.